# (9504) Lionel
(9504) Lionel (2224 T-2) – planetoida z pasa głównego asteroid okrążająca Słońce w ciągu 5,06 lat w średniej odległości 2,95 j.a. Odkryta 29 września 1973 roku.